# Rajon Kemin
Der Rajon Kemin ist ein Rajon des Oblus Tschüi in Kirgisistan mit 51.067 Einwohnern (Stand 2022). Das Verwaltungszentrum ist die Stadt Kemin.

## Verwaltungsgliederung
Der langgestreckte Rajon grenzt im Norden an Kasachstan, im Süden an den Rajon Yssyk-Köl im Oblus Yssyk-Köl und im Westen an den Rajon Tschüi. Der Rajon ist in 11 Landgemeinden eingeteilt, in denen sich 
34 Dörfer befinden. Daneben gibt es eine Siedlung städtischen Typs (Bordu) und zwei Städte (Orlowka und Kemin). Folgende Landgemeinden befinden sich im Rajon Kemin:
- Ak-Tüs
- Almaluu
- Boroldoi
- Duischejew
- Iljitsch
- Dschangy-Alysch
- Kara-Bulak
- Kök-Oirok
- Kysyl-Oktjabr
- Tschong-Kemin
- Tschym-Korgon